# Kolonie Wegenstedt
Die Kolonie Wegenstedt, mit einer Fläche von 1,49 km², ist ein Wohnplatz der Gemeinde Calvörde.

## Geographie
Die Kolonie Wegenstedt liegt ca. 12 Kilometer vom Calvörder Ortskern entfernt und befindet sich im Wegenstedter Drömling. Südlich dieser Kolonie verlaufen der Mittellandkanal und der Allerkanal sowie der Landgraben. Der Landgraben fließt hier in den Allerkanal und verläuft durch einen Düker unter dem Mittellandkanal. So verlässt der Allerkanal die Gemarkung der Kolonie. Unweit dieser Kolonie befindet sich die Flachwasserzone Mannhausen und die anderen Calvörder Wohnplätze im Drömling wie Piplockenburg, Kolonie Mannhausen und der Kämkerhorst.

## Geschichte
Bis zum 31. Dezember 2010 gehörte das Gebiet der Kolonie Wegenstedt mit dem Wegenstedter Drömling als Exklave zur ehemaligen Gemeinde Wegenstedt. Heute ist die Kolonie ein Wohnplatz von Calvörde im Landkreis Börde, Sachsen-Anhalt.